# Hannah Scott
Hannah Scott (18 de junho de 1999) é uma remadora britânica, campeã olímpica.

## Carreira
Em 2021, ela ganhou uma medalha de prata europeia no skiff quádruplo em Varese, Itália. Ela foi selecionada para as Olimpíadas de Verão de 2020, seguida por uma medalha de bronze no Campeonato Europeu de Remo de 2023. No Campeonato Mundial de Remo de 2023 em Belgrado, ela ganhou a medalha de ouro do Campeonato Mundial no skiff quádruplo.
Nos Jogos Olímpicos de Verão de 2024, em Paris, conquistou a medalha de ouro na competição de skiff quádruplo feminino, ao lado de Lauren Henry, Lola Anderson e Georgina Brayshaw com o tempo de 6:16.31.